# Francis Crossley
Pour les articles homonymes, voir Crossley.
Francis Crossley, 1er baronnet, d'Halifax (Halifax, 26 octobre 1817 - 5 janvier 1872), connu de ses contemporains sous le nom de Frank Crossley, est un fabricant britannique de tapis, philanthrope et homme politique du Parti libéral.

## Biographie
Son père, John Crossley, est un fabricant de tapis à Dean Clough Mills, Halifax et est décédé le 17 janvier 1837, après avoir eu avec son épouse Martha, fille d'Abram Turner de Scout Farm, Yorkshire, une famille nombreuse. Son épouse est décédée le 26 novembre 1854. Le frère aîné de Crossley, John, est également parlementaire de Halifax, de 1874 à 1877.
Il épouse, le 11 décembre 1845, Martha Eliza, fille de Henry Brinton de Kidderminster, dont il a un fils unique, Savile Crossley, deuxième baronnet, député successivement de Lowestoft et d'Halifax. Il est l'auteur du Canada et des États-Unis, conférence en 1856. Savile devient un éminent homme politique libéral unioniste et est créé baron Somerleyton en 1916.
Francis Crossley est créé baronnet le 23 janvier 1863. Après une longue maladie, il meurt à Bellevue, à Halifax, le 5 janvier 1872, et est enterré au cimetière général le 12 janvier.

## Commerce
Francis, est envoyé à l'école à Halifax; alors qu'il est encore écolier, son argent de poche est rendu dépendant de son propre travail. Un métier à tisser est installé pour lui dans le moulin de son père, sur lequel il passe le temps non passé à l'école. La manufacture de tapis à Dean Clough est créée par John Crossley dans une petite maison, mais elle devient, sous la direction de John Crossley, jun., Joseph Crossley et Francis Crossley, qui constituait la firme J. Crossley & Sons, une grande entreprise. Ses bâtiments couvraient une superficie de 20 acres et l'entreprise a employé entre cinq et six mille personnes. Elle s'est développée grâce à l'application de la vapeur et des machines à la production de tapis. La firme de Crossley a acquis des brevets, puis conçu et breveté des améliorations qui les ont placés en avance sur le reste du commerce. Un métier à tisser, dont le brevet est devenu leur propriété, s'est révélé capable de tisser environ six fois plus que ce qui pouvait être produit par l'ancien métier à tisser. Les fabricants de tapisseries et de tapis bruxellois ont pris des licences d'exploitation de leurs brevets, versant d'importantes sommes en redevances .
En 1864, la société est transformée en société à responsabilité limitée et une partie des actions de la nouvelle société sont offertes aux travailleurs dans des conditions favorables.

## Politique
Crossley est élu, sous l'étiquette libérale, comme parlementaire de Halifax, le 8 juillet 1852 et siège pour l'arrondissement jusqu'en 1859, date à laquelle il devient parlementaire du West Riding of Yorkshire. Lors de la division de la circonscription en 1868, il est réélu pour la division nord, qu'il continue à représenter jusqu'à sa mort.
Il est maire de Halifax en 1849 et 1850 et achète Somerleyton Hall dans le Suffolk en 1862 à Morton Peto.

## Philanthropie
Son premier don majeur à Halifax est la création d'un hospice en 1855, avec une dotation de six shillings par semaine à chaque personne.
À son retour d'Amérique en 1855, il annonce son intention de présenter à la population d'Halifax un parc qui ouvre le 15 août 1857. Il se compose de plus de 12 acres de terrain, d'après des plans de Joseph Paxton et Edward Milner. Avec une somme d'argent investie pour son entretien en 1867, elle a coûté 41 300 £ au donateur.

Vers 1860, avec ses frères John et Joseph, il entreprend l'érection d'une maison et d'une école d'orphelins à Skircoat Moor à leurs seuls frais, et doté par eux d'une somme de 3 000 £ par an. Il est conçu pour l'entretien des enfants qui ont perdu l'un de leurs parents ou les deux, et héberge quatre cents personnes. (C'était l'un des prédécesseurs de la Crossley Heath Grammar School, créée en 1985). En 1870, il fonde un fonds de prêt de 10000 £ au profit de commerçants méritants d'Halifax et, la même année, offre à la London Missionary Society la somme de 20000 £, le plus gros don jamais reçu par la société. Vers la même période, il donne 10 000 £ au Fonds de retraite des pasteurs de la congrégation et la même somme pour la formation d'un fonds pour le soulagement des veuves des ministres de la congrégation . 

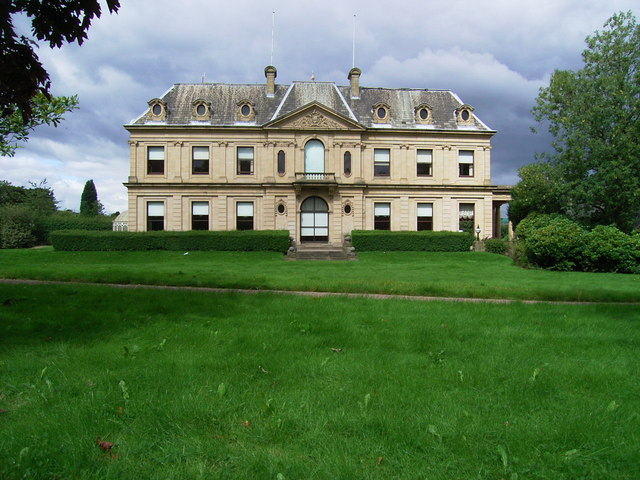
Bellevue, Hopwood Lane, Halifax, construit dans les années 1850 pour Francis Crossley
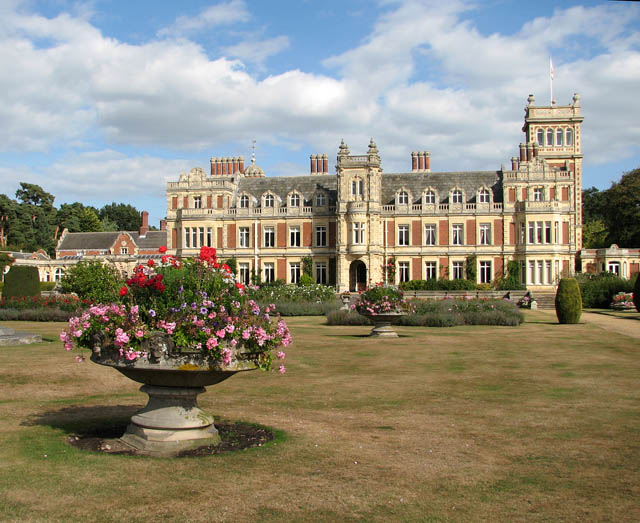
Somerleyton Hall
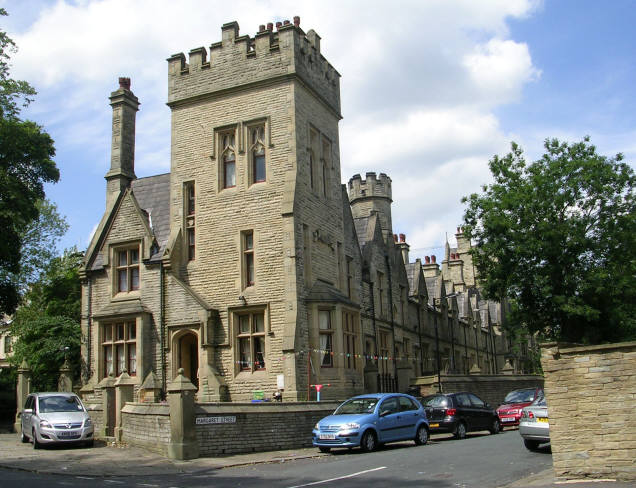
Hospices (1855) à Halifax, construits par Francis Crossley
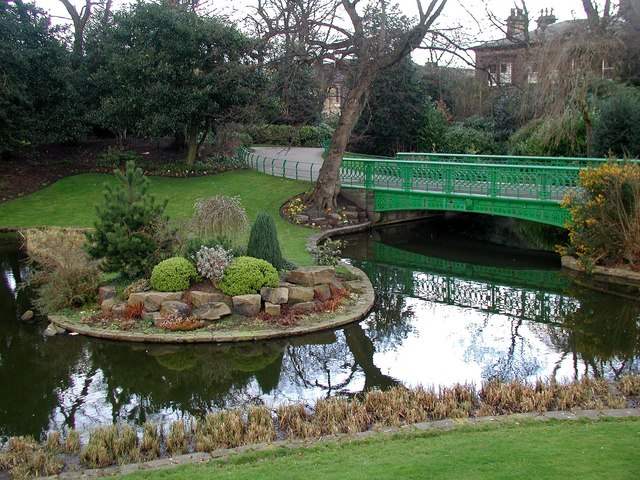
Parc du Peuple, Halifax